# 크리피파스타

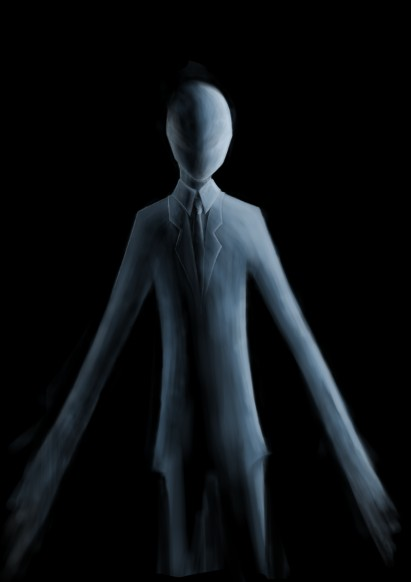
슬렌더맨은 매우 인기 있는 크리피파스타 캐릭터입니다.

크리피파스타(영어: Creepypasta)는 영미권 인터넷에서 창작되고 공유되는 도시전설 형태의 호러물이다. “크리피파스타”라는 용어는 2007년경 화상게시판 4chan에서 “크리피(creepy)”와 “카피파스타”의 혼성어로서 만들어졌다. 이것이 바이럴을 타서 2010년대 이후로는 영미권 인터넷에 올라오는 모든 호러 컨텐츠를 가리키는 포괄적 용어가 되었다.
크리피파스타는 기본적으로 어느 인터넷 사용자가 다른 인터넷 사용자들을 겁에 질리게 만들기 위한 목적으로 만드는 UCC라고 할 수 있다. 크리피파스타에서 다루는 주제는 매우 광범위하여, 귀신, 크립티드, 살인범, 자살, 좀비, 외계인, 종교의식, 귀신들린 TV프로그램 또는 비디오게임 등 다양하다. 형식적으로도 짧게는 한 문단짜리 엽편소설부터, 여러 편에 걸쳐 연재되는 시리즈에 이르기까지 다양하며, 밈화되어 여러 해동안 유행을 탄 크리피파스타는 다양한 매체 형태로 변주될 수 있다.
크리피파스타 문화가 주류 매체에 알려지게 된 것은 2014년 발생한 슬렌더맨 찌르기 사건 때문이었다. 이것은 당시 12세 소녀들이 크리피파스타 캐릭터 슬렌더맨이 실존한다고 믿고, “슬렌더맨을 믿지 않는 사람들이 틀렸음을 증명하기 위하여” 다른 친구를 칼로 19차례나 찔러 죽이려 했다가 미수에 그친 사건으로서 큰 충격을 주었다. 이 사건 이후 일부 크리피파스타 웹사이트들에서는 독자들에게 “허구와 현실 사이의 선”을 지키라는 골자의 경고문이 추가되었다.